# Andshankualth
Andshankualth, banda Yamel Indijanaca, porodica Kalapooian, naseljeni nekada u dolini rijeke Willamette u zapadnom Oregonu. Spominje ih Gatschet (u Calapooya MS., B. A. E., 1877.)

## Vanjske poveznice
- Kalapooian Indian Bands, Gens and Clans  Arhivirana inačica izvorne stranice od 16. svibnja 2008. (Wayback Machine)